# Rote Brücke (Sankt Petersburg)
Die Rote Brücke (russisch Кра́сный мост Krasny most) ist eine Stahlbetonbogenbrücke in Sankt Petersburg, die den Fluss Moika überspannt und die Stadtbezirke Admiralteiski und Zentralny verbindet. Über sie führt die Gorochowajastraße (russisch Гороховая ул. Gorochowaja ul.). Die Rote Brücke ist eine der insgesamt fünfzehn Brücken über die Moika und gehört zu den vier sogenannten „farbigen“ Brücken (Blaue, Gelbe, Grüne und Rote Brücke). Der Name der Brücke rührt vom Brückenanstrich her. Sie ist die einzige erhaltene Brücke, deren heutiges Aussehen auf den ursprünglichen Plänen des Architekten William Hastie (russisch Вильям (Василий Иванович) Гесте Wiljam (Wassili Iwanowitsch) Geste; ca. 1753–1832) beruht. Sie steht unter Denkmalschutz.

## Baugeschichte
Bereits 1717 ist auf dem Stadtplan am heutigen Standort eine Holzbrücke eingezeichnet, die 1737 durch eine hölzerne Zugbrücke ersetzt wurde. 1738 legte die St. Petersburger Gebäudekommission den Namen zunächst auf „Weiße Brücke“ fest. Seit 1778 trägt die Brücke ihren heutigen Namen. Ende des 18. Jahrhunderts wurde die Brücke umgebaut. 1808 begann der Bau der heutigen Roten Brücke nach Plänen des Architekten Hastie. Er hatte mehrere ähnliche Gusseisenbrücken über den Fluss Moika geplant. Bedingt durch den Sechsten Koalitionskrieg, hier insbesondere den Russlandfeldzug, wurde der Bau bis 1813 unterbrochen, so dass die Brücke erst 1814 fertiggestellt werden konnte. 1950 wurde eine Verformung der Brückenstützen und des Überbaus festgestellt. In der Zeit 1953/54 wurden die gusseisernen tragenden Elemente durch eine Stahlbetonkonstruktion ersetzt. Die gusseiserne Brüstung wurde ebenfalls erneuert. 1998 wurden die Brückengeländer und die Laternen nochmals saniert.